# 2000 HG10
2000 HG10 är en asteroid i huvudbältet som upptäcktes den 27 april 2000 av LINEAR i Socorro County, New Mexico.
Asteroiden har en diameter på ungefär 10 kilometer och den tillhör asteroidgruppen Themis.